# Dongmyeong di Goguryeo
Dongmyeong (동명?, 東明?, TongmyŏngMR; nato Go Jumong (고주몽?, 高朱蒙?, ChumongMR); 58 a.C. – settembre 19 a.C.) è stato un sovrano coreano, fondatore del Goguryeo e suo governante dal 37 a.C. alla morte.

## Nome
Il suo nome proprio era Go Jumong (고주몽?, 高朱蒙?), come riportano il Samguk yusa e il Samguk sagi citando il Guksa ("Storia nazionale") compilato nel 545 sotto il re Jinheung di Silla. Il medesimo nome è ripreso nel Libro degli Wei, nel Libro degli Zhou, nella Storia delle dinastie meridionali, nella Storia delle dinastie settentrionali e nel Libro dei Sui. Altri testi storici cinesi, tra cui il Libro degli Han posteriori, il Libro dei Liang e il Weilüe, usano Dongmyeong (동명?). Il Samguk sagi lo menziona anche come Chumo (추모?, 鄒牟?) e Sanghae (상해?, 象解?), mentre la Stele di Gwanggaeto il Grande si riferisce a lui con l'appellativo di "re Chumo". La genealogia giapponese Shinsen shōjiroku riporta il nome Domo (도모?, 都牟?). Era altresì conosciuto come Chumong (추몽?, 鄒蒙?) e Jungmo (중모?, 中牟/仲牟?).

## Biografia

### Nascita e infanzia
Le origini di Dongmyeong sono narrate da alcuni antichi miti molto simili, il più noto dei quali è inciso sulla Stele di Gwanggaeto il Grande ed è ripreso dal Samguk sagi. Secondo il racconto, nel 59 a.C. il figlio del Cielo Hae Mosu s'imbatté, mentre andava a caccia sulla terra, nelle tre figlie del conte del fiume Amnok e, invaghitosi di loro, le attirò con l'inganno nel suo palazzo: mentre due di loro riuscirono a fuggire, la maggiore, Yuhwa, venne catturata. Il conte adirato chiese spiegazioni a Hae Mosu, il quale gli chiese la mano di Yuhwa e, dopo averla ottenuta dimostrando le proprie capacità divine, si ubriacò in compagnia del futuro suocero, venendo da questi chiuso in una sacca di cuoio e deposto accanto a Yuhwa sul carro diretto verso il cielo. Hae Mosu si riebbe subito e, furioso per il trattamento ricevuto, si liberò e ascese al regno celeste, abbandonando Yuhwa alla collera del conte, il quale la esiliò nel torrente Ubal. Qui venne ritrovata da un pescatore al servizio del re Geumwa di Buyeo, che la salvò e le diede un palazzo, facendone una sua concubina. Nel 58 a.C. un raggio di sole le sfiorò il seno ed ella depose un uovo tanto grosso da risultare mostruoso: Geumwa cercò pertanto di farlo distruggere prima dai cavalli e poi dalle fiere selvatiche, ma inutilmente. A quel punto Yuhwa lo riprese e ne ebbe cura finché non si schiuse e ne uscì un bambino, Jumong: il nome significa "abile arciere", e con le sue prime parole il neonato chiese arco e frecce per colpire le mosche che lo tormentavano, senza sbagliare mai un colpo.

### Regno e morte
In età adulta, l'abilità di Jumong con l'arco suscitò l'invidia del principe ereditario, pertanto, su consiglio di sua madre, abbandonò il Buyeo e si diresse a sud per riunificare i territori che la dinastia Han aveva sottratto al Gojoseon. Secondo la leggenda, quando lui e i suoi tre amici giunsero sulle sponde del fiume Eom, non trovarono una barca che li traghettasse, perciò Jumong evocò il cielo e colpì l'acqua con il suo arco, richiamando pesci e tartarughe che formarono un ponte e gli permisero di fuggire dai soldati al loro inseguimento; poi, in una zona racchiusa tra montagne, fiumi e foreste, fondò il proprio regno, Goguryeo, nel 37 a.C. e assunse il nome di re Dongmyeong. Cambiò anche il proprio cognome Hae in Go, dalla prima sillaba di Goguryeo.
Successivamente si dedicò alla conquista dei regni vicini: prima prese Malgal, poi Biryu nel 36 a.C.. Si racconta che il sovrano del Biryu, Songyang, gli avesse inizialmente lanciato delle sfide assurde per costringerlo a diventare un suo vassallo, ma Dongmyeong lo sconfisse e scatenò un acquazzone che inondò il Biryu per giorni, non lasciando altra scelta a Songyang se non la sottomissione. Più tardi una nuvola scura scese sul passo montuoso lì vicino e, quando si diradò, rivelò un meraviglioso palazzo. Nel 34 a.C. e nel 28 a.C., Dongmyeong conquistò, rispettivamente, i regni confinanti di Haengin e Okjeo Settentrionale. Morì nel settembre del 19 a.C. dopo aver nominato suo figlio Yuri proprio erede.

## Discendenza
Dongmyeong ebbe due mogli (una originaria del Buyeo, l'altra del Goguryeo), che gli diedero uno oppure tre figli maschi. Il Samguk sagi non fornisce dettagli sulla prima moglie, mentre afferma che la seconda fosse la secondogenita del re del Jolbon Buyeo (che poi divenne il Goguryeo); i nomi dei figli erano Yuri (il principe ereditario, nato dal primo matrimonio), Biryu e Onjo (nati dal secondo matrimonio). Secondo un'altra cronaca, la prima moglie si chiamava Ye, mentre la seconda Soseono ed era figlia del capo tribale Yeontabal. Dongmyeong e Ye avevano generato Yuryu, mentre Biryu e Onjo erano i figli di Soseono e del suo primo marito Utae, nipote del re del Buyeo Settentrionale Hae Buru. Gli Annali di Baekje identificano invece Biryu e Onjo come figli di Dongmyeong e Soseono.
Cinque anni dopo la fondazione del Goguryeo, Ye e Yuri raggiunsero Dongmyeong e la donna venne incoronata regina. Ciò suscitò la gelosia di Soseono, che scappò a sud con Onjo, il quale sarebbe diventato il primo re del Baekje.

## Tomba

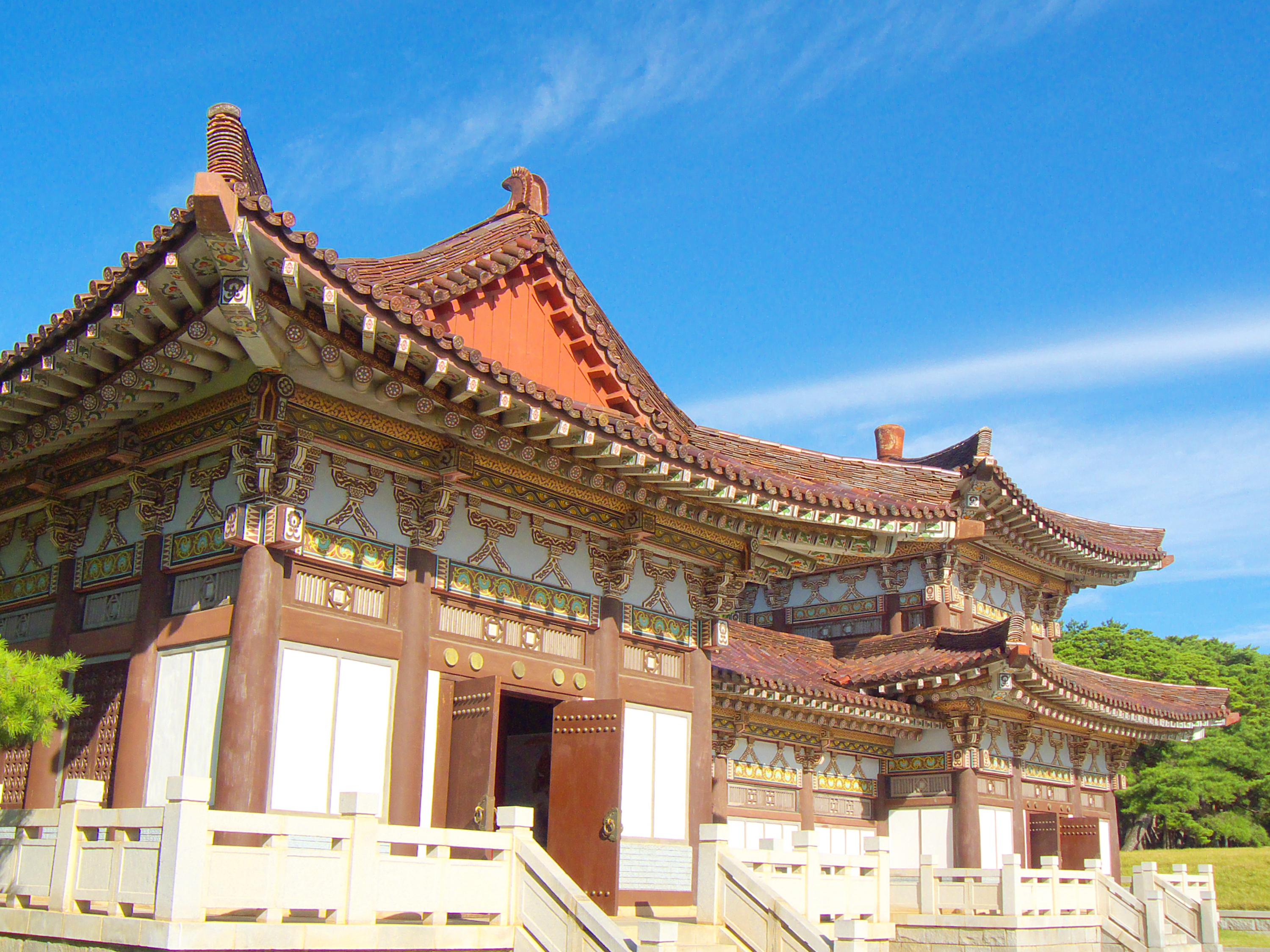
Tomba.

Nel 20, terzo anno di regno di Daemusin, venne eretto un tempio per la venerazione di Dongmyeong nell'area di Jolbon (Manciuria meridionale). Il mausoleo rimase dov'era anche quando la capitale venne trasferita, mentre il tempietto ancestrale contenente la stele per i riti funebri venne spostato a Gungnaeseong (Ji’anxian, moderna provincia di Jilin) e Hwandoseong (Ji'an, sempre nella provincia di Jilin). Negli anni Settanta, gli archeologi nordcoreani sostennero di aver ritrovato la sua tomba 25 chilometri a est di Pyongyang, dove sarebbe stata spostata all'inizio del V secolo quando Goguryeo vi trasferì la propria capitale. Tuttavia, siccome il mausoleo venne alla luce poco dopo che il leader Kim Il-sung aveva ordinato che fosse trovato, sono stati sollevati dei dubbi sull'effettiva identità della persona ivi sepolta. Il sito fu radicalmente ristrutturato nel 1993, spostando le dodici sculture degli animali dello zodiaco cinese dalla base al corridoio che conduce alla camera sepolcrale.